# Hydridae
Hydridae is een familie van neteldieren uit de klasse van de Hydrozoa (hydroïdpoliepen). 

## Geslacht
- Hydra Linnaeus, 1758